# Contraband (album)
Contraband je prvi studijski album američke rock skupine Velvet Revolver. Objavljen je 8. lipnja 2004. godine. 
Album je uspješno debitirao na prvom mjestu billboardovoj ljestvici najboljih 200.
Contraband je veoma uspješan projekt skupine. Osvojio je više platinastih nagrada širom svijeta.

## Snimanje albuma
Nakon duge potrage za pjevačem, sastav je odabrao Scotta Weilanda za pjevača i odmah je počeo rad na albumu.
Snimili su svoju prvu pjesmu "Set Me Free" za film The Hulk i obradili su pjesmu Pink Floyda "Money" za film Dobar posao u Italiji.
Album su snimili krajem 2003. uz mnogo poteškoća zbog Weilandove ovisnosti o drogi i kaznama zbog ne odlaženja na rehabilitacije.

## Uspjesi na top listama
Contraband je debitirao na prvom mjestu Billboardove ljestvice, prodan u više od 250,000 primjeraka.
Album je kasnije prodan u preko 2.9 primjeraka u SAD-u i preko 4 milijuna primjeraka širom svijeta.
To je bio Weilandov prvi album nakon deset godina koji je bio na prvom mjestu.
Pjesma "Slither" doživjela je velike uspjehe i zadržala se 8 tjedana na Billboardovoj ljestvici. Još veći uspjeh doživjela je pjesma "Fall To Pieces" koja se na toj istoj ljestvici zadržala 11 tjedana.
2005., nešto poslije objavljivanja albuma, sastav je osvojio nagradu Grammy za najbolji Hard Rock nastup na sceni. Na dodjeli zamolili su ih da odsviraju obradu pjesme Beatlesa "Across The Universe".
Nekoliko mjeseci kasnije zamoljeni su da prerade pjesmu Erica Claptona "Tears in Heaven". Pjesma je bila posvećena žrtvama tsunamija u Indiji 2004.

## Ocjene kritičara
Različiti američki glazbeni magazini ocjenjivali su album.
Metacritic.com je tako dao prosječnu ocjenu smatrajući kako album nije ništa posebno.
Q Magazine je albumu dao četiri zvjezdice opisujući ga kao "zadivljujuće dobar"
Rolling Stone je također albumu dao četiri od mogućih pet zvjezdica opisujući ga kao vrlo dobar rijedak uradak. Kao najbolje pjesme ocijenili su: "Sucker Train Blues", "Slither", "Do It For The Kids", "Big Machine", "Fall to Pieces"
Playlouder je dao ocjenu tri od pet kazavši kako album zvuči više kao Stone Temple Pilots nego Guns N' Roses i da će se oni koji su kupili album misleći da će čuti tipičan GN'R zvuk biti razočarani. "Fall to Pieces" je proglašena kako najbolja pjesma.

## Popis pjesama
Sye pjesme napisali su: Scott Weiland, Slash, Dave Kushner, Duff McKagan i Matt Sorum osim 9.
1. "Sucker Train Blues" – 4:27
2. "Do It for the Kids" – 3:55
3. "Big Machine" – 4:25
4. "Illegal i Song" – 4:17
5. "Spectacle" – 3:41
6. "Fall to Pieces" – 4:30
7. "Headspace" – 3:42
8. "Superhuman" – 4:15
9. "Set Me Free" – 4:07 (Slash, McKagan, Sorum, Keith Nelson)
10. "You Got No Right" – 5:33
11. "Slither"  – 4:08
12. "Dirty Little Thing"  – 3:57
13. "Loving the Alien" – 5:48

### Bonus Disk
U Australskom izdanju (koje je dostupno i izvan Australije) uz originalni CD dolazi i bonus CD.
1. "Surrender" (Rick Nielsen) – 4:25
2. "No More No More" (Steven Tyler, Joe Perry) – 5:39
3. "Negative Creep" (Kurt Cobain) – 6:49 ()
4. "Slither" [music video] – 4:11
5. "Fall to Pieces" [music video] – 4:34

## Singlovi
- "Slither", Svibanj 2004
- "Fall to Pieces", Kolovoz 2004
- "Dirty Little Thing", Studeni 2004

## Zasluge
- Scott Weiland - vokal
- Slash - vodeća gitara
- Dave Kushner - ritam gitara
- Duff McKagan - bas
- Matt Sorum - bubnjevi, udaraljke